# Замперини, Луи
Луи Силви Замперини (англ. Louis Silvie Zamperini; 26 января 1917, Олеан, Каттарогус, Нью-Йорк, США — 2 июля 2014, Лос-Анджелес, Калифорния, США) — американский бегун на длинные дистанции, участник Летних Олимпийских игр 1936 года; во время Второй мировой войны — бомбардир ВВС Армии США, в 1943 году попал в плен к японцам и до 1945 года был в лагерях Японской империи; после войны обрёл возрождение в христианстве, стал оратором-мотиватором, позже преподавал, работал в сфере недвижимости.
Главный герой книги Лауры Хилленбранд «Unbroken: A World War II Story of Survival, Resilience, and Redemption» и одноимённого фильма (в русском прокате — «Несломленный») Анджелины Джоли.

## Биография

### Молодые годы
Луи Замперини родился 26 января 1917 года в городе Олеане округа Каттарогус штата Нью-Йорк, в семье итальянских иммигрантов Энтони Замперини и Луизы Досси. У него был старший брат Пит и две младшие сестры, Вирджиния и Сильвия. В 1919 году семья переехала в город Торранс в штате Калифорния, где Луи поступил в среднюю школу. К тому моменту Замперини ещё не говорил по-английски, что тут же сделало его мишенью для хулиганов. Отец научил Луи боксировать в целях самообороны. Вскоре он утверждал, что «избивал до полусмерти каждого из них … но был так хорош в этом, что начал даже смаковать эту идею, будучи своего рода зависимым от неё». Позже он стал драться «просто чтобы посмотреть, что кто-то может идти в ногу со мной». Из несовершеннолетнего бандита он стал «бродячим подростком».

### Спортивная карьера
Чтобы противодействовать попаданию Луи в беду, его старший брат Пит направил его в команду школы по бегу. В 1934 году Замперини установил мировой межшкольный рекорд, пробежав милю за 4 минуты и 21,2 секунды на отборочных соревнованиях чемпионата штата. Через неделю он выиграл этот чемпионат со временем 04:27.8. Этот результат, близкий к уровню мирового рекордсмена Дона Лэша, помог ему выиграть стипендию для обучения в Университете Южной Калифорнии и в итоге занять место в олимпийской сборной США по бегу на 5000 метров в 1936 году. Таким образом, в свои 19 лет он стал самым молодым американцем в этой дисциплине. Во время учёбы в университете Замперини был членом «Kappa Sigma» и жил в доме братства вместе со своим братом.

#### На Олимпиаде
На олимпийских испытаниях на острове Рэндалла Замперини на равных бегал с рекордсменом Доном Лэшом и получил право на участие в летних Олимпийских играх 1936 года в Берлине в Германии. Замперини рассказывал, что по пути в Европу «вся еда была бесплатной. Я завтракал не просто сладкой булочкой, но съедал штук семь каждое утро вместе с яичницей с бэконом. От удивления, глаза мои были как блюдца». К концу поездки Замперини, как и большинство спортсменов на корабле, изрядно прибавил в весе — на 12 фунтов. Хотя увеличение веса не делало лучшим его бег, но было необходимо для его здоровья, так как в летнюю жару он потерял 14 фунтов во время тренировок в Нью-Йорке.
В беге на 5000 метров на Олимпиаде Замперини финишировал восьмым, но так как он пробежал финальный круг гонки за рекордные 56 секунд, Замперини привлёк внимание Адольфа Гитлера, пожелавшего с ним встретиться, посчитав его самым многообещающим молодым бегуном. Как рассказывал Замперини, Гитлер пожал ему руку и просто сказал: «Ах, ты парень с быстрым финишем». По некоторым данным, во время Олимпийских игр Замперини поднялся на флагшток и украл нацистский флаг. Два года спустя, в 1938 году, Замперини установил национальный рекорд пробежав милю за 4:08, несмотря на то, что конкуренты пытались задевать его шипами. Замперини получил прозвище «Торренский торнадо», а его рекорд продержался 15 лет. В 1940 году Замперини окончил Университет Южной Калифорнии и начал работать в авиастроительной корпорации «Lockheed», занимаясь точечной сваркой. Он считался ведущим кандидатом для поездки на летние Олимпийские игры 1940 года в Токио, которые были отменены из-за начала Второй мировой войны.

### На войне и в плену

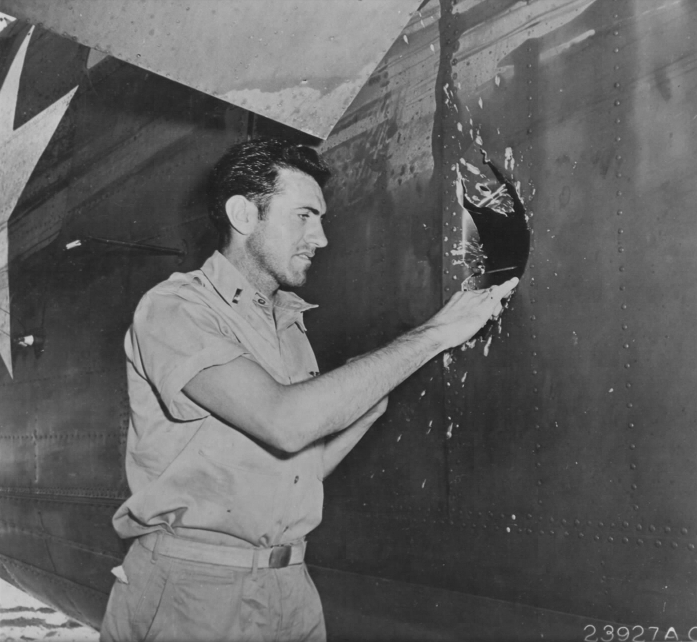
Первый лейтенант Замперини осматривает пробоину в своём бомбардировщике B-24 Liberator, сделанную над Науру, 18 апреля 1943 года

В сентябре 1941 года, ещё до нападения на Пёрл-Харбор, Замперини был зачислен в состав Военно-воздушных сил Армии США, получил звание второго лейтенанта и был направлен на тихоокеанский остров Фунафути штурманом-бомбардиром бомбардировщика B-24 Liberator 372-го бомбардировочного эскадрона 307-й бомбардировочной группы Седьмых ВВС. В апреле 1943 года самолёт был сильно повреждён в бою, после чего им дали другой B-24 «The Green Hornet», называемый среди пилотов дефектным «летающим кирпичом». 27 мая в ходе операции по поиску сбитого B-25, механические трудности вызвали отказ двух двигателей из четырёх, и следовательно, падение и взрыв самолёта в океане в 850 милях к западу от Оаху, в результате чего восемь из одиннадцати человек на борту погибли.
Трое оставшихся в живых: сам Замперини, пилот Рассел Аллен Филлипс, получивший ранение в голову, и Фрэнсис Макнамара, связали два надувных бота с небольшими запасами еды и воды, и забрались внутрь. В ходе плавания они пили дождевую воду и ели сырую мелкую рыбу, ловившуюся на рыболовный крючок, который Замперини сделал из штифта знака лейтенанта. Однажды они поймали двух альбатросов и съели их, отражая постоянные атаки акул и чуть не перевернувшись во время шторма. Чтобы как-то провести время, Замперини пел песни и рассказывал в малейших подробностях способы приготовления итальянских блюд. Они были обстреляны несколько раз японским бомбардировщиком, в результате чего был проколот их спасательный плот, но никто не был ранен. Макнамара умер на 33 день, после чего оставшиеся в живых погребли его тело в море.
12 июля, на 47-й день плавания, Замперини и Филлипс достигли земли, а именно Маршалловых островов, были спасены рыбаками, передавшими их матросам Императорского флота Японии. Филлипс был отправлен в один лагерь, а Замперини содержался в другом — незарегистрированном лагере для военнопленных Офуна близ Иокогамы, где над ним всячески издевался Муцухиро Ватанабэ (по прозвищу «The Bird» — «Птица»), который позже был включён генералом Дугласом Макартуром в список из 40 самых разыскиваемых военных преступников в Японии. Содержавшийся в том же лагере майор Грег «Паппи» Бойингтон, описывает в своей книге «Baa Baa Black Sheep» Замперини и итальянские рецепты, которые он рассказывал заключённым. Как оказалось, в США Замперини был объявлен пропавшим без вести в море, а затем, через год и один день после его исчезновения, погибшим в бою. В июне 1943 года президент США Франклин Делано Рузвельт даже послал родителям Замперини официальную телеграмму с соболезнованиями. Когда Замперини в конце концов после двух лет плена в августе 1945 года был освобождён и вернулся домой в сентябре, он был встречен как герой. Замперини сошёл с корабля в Лонг-Бич в штате Калифорния, где ждала его семья. Позже он признавался: «когда я увидел их и побежал к родителям, моей семье, я просто чувствовал, что я вернулся к жизни. Вы знаете, я был мертв, и я вернулся к жизни». В отставку с военной службы Замперини вышел в звании капитана

### Последующая жизнь
В марте 1946 года в баре он встретил Синтию Эплуайт (20.01.1926 — 21.02.2001), на которой женился 20 мая того же года и оставался в браке до её смерти в 2001 году. Страдая посттравматическим стрессовым расстройством и алкоголизмом, почти разведясь с женой, с которой имел двоих детей: сына Люка и дочь Синтию, желая отомстить ненавистному «птице», Замперини обрёл возрождение в христианстве, после посещения крестного хода 1949 года во главе с евангелистом Билли Грэмом в Лос-Анджелесе. Грэм позже помог Замперини в карьере оратора-мотиватора, а жена Синтия сыграла важную роль в его хождении на собрания Грэма. Одной из наиболее любимых тем Замперини стало «прощение», и в октябре 1950 года он отправился в Японию для дачи показаний и проповедования через переводчика Фреда Джарвиса, а также для посещения многих из своих охранников в лагере, чтобы сообщить им, что простил их. Многие из военных преступников, совершивших страшные зверства, сидели в тюрьме Сугамо в Токио. Когда туда приехал Замперини, полковник приказал каждому заключённому узнавшему его, выйти вперёд и встретиться с ним ещё раз. Замперини обнял каждого из них, объяснив им своё христианское прощение, но они были несколько удивлены искренней симпатией Замперини к тем, кто когда-то жестоко обращался с ним. Большинство из них приняли экземпляры Нового Завета, подаренные им организацией «Gideons International». На протяжении последующих лет Луи Замперини вёл активную жизнь: преподавал, работал в сфере недвижимости, катался на лыжах, занимался бегом, альпинизмом и скейтбордингом.
В 1984 году он внёс олимпийский факел летних Олимпийских игр 1984 года в Лос-Анджелесе в тот же «Колизеум», где ставил рекорды в молодости.
В свой 81-й день рождения в январе 1998 года, Замперини принял участие в эстафете Олимпийского огня зимних Олимпийских игр в Нагано в Японии. Находясь там, он пытался встретиться со своим самым жестоким мучителем во время войны, Муцухиро Ватанабэ, уклонявшимся от преследования за военные преступления, но тот отказался его видеть. В Японии, Замперини посетил мемориал в честь погибших солдат в Наоэцу, сказав:
Было очень эмоциональным для меня знать, что было, что за люди здесь возвели такой мемориал военнопленным. И когда я вспоминаю 1945 год, когда мы оставили Наоэцу, это было такое ужасное место в наших умах, я не мог оглянуться назад. Но когда я уехал отсюда сегодня, поверьте мне, я буду оглядываться назад, и я никогда не забуду.
В марте 2005 года он приехал в Германию, чтобы посетить Олимпийский стадион в первый раз, после того как он выступал там.

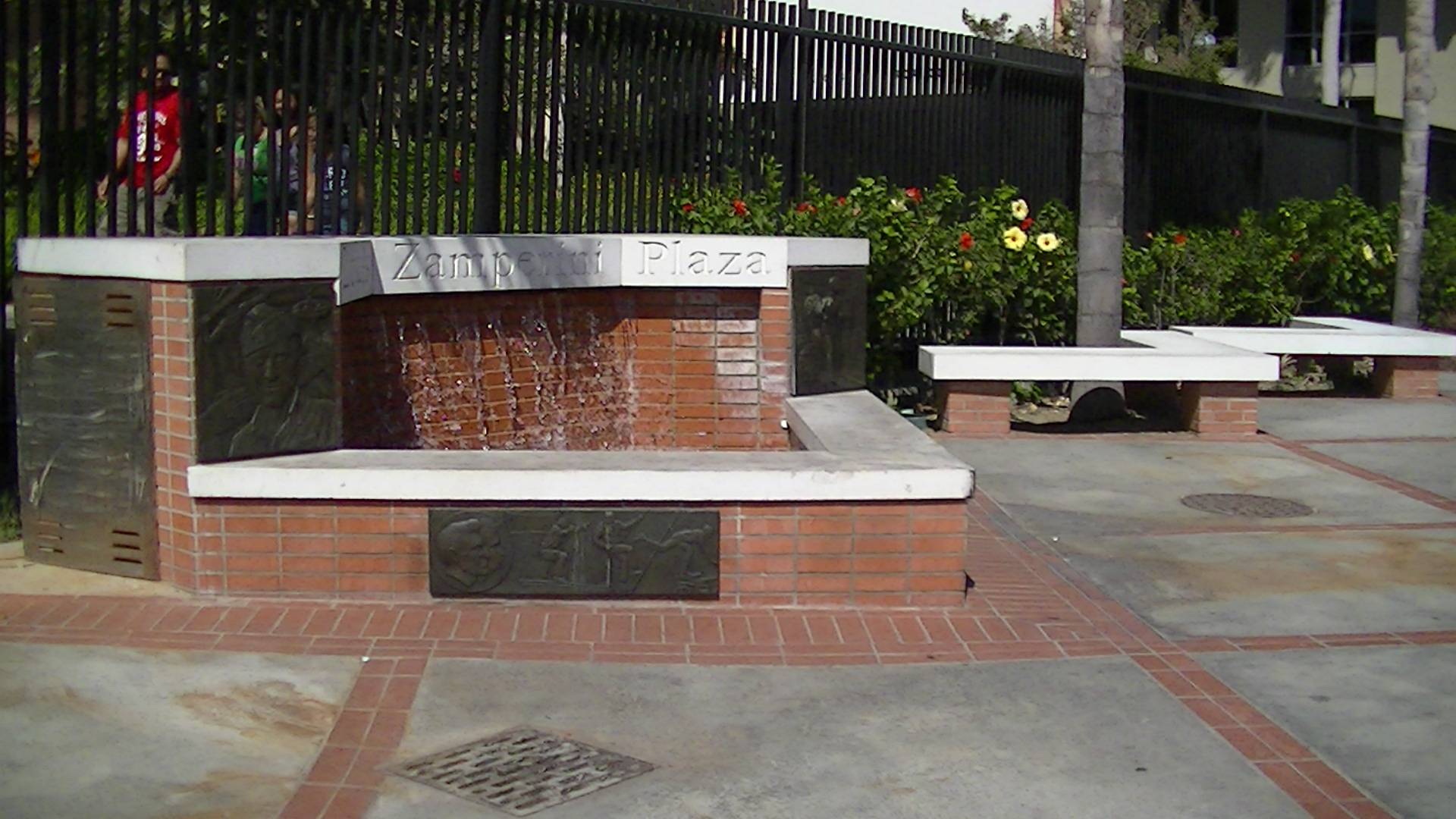
Площадь Луи Замперини в кампусе Университета Южной Калифорнии

В 2004 году в честь Замперини были названы стадион по американскому футболу средней школы Торранса. Замперини продолжал посещать матчи по американскому футболу и в 2009 году подружился с квотербеком Мэттом Баркли. В октябре 2008 года Замперини был включён в Национальный итальянско-американский зал спортивной славы в Чикаго в штате Иллинойс. 24 апреля 2011 года Замперини получил почётную учёную степень доктора гуманитарных наук в Тихоокеанском университете Арузы. 20 мая 2011 года Замперини был награждён Университетом Брайанта.
В конце июля 2011 года Замперини получил премию «Золотое сердце» во время 68-го Большого конклава Каппа Сигмы, состоявшегося в казино «Flamingo» в Лас-Вегасе. 7 июня 2012 года Замперини появился на телепередаче The Tonight Show with Jay Leno, где рассказывал о своей жизни в целом, Олимпийских играх 1936 года, и подвигах на войне. Он должен был быть великим маршалом парада роз, назначенного на 1 января 2015 года в Пасадине в штате Калифорния.
В последние годы Замперини проживал в голливудском районе Лос-Анджелеса.

### Смерть
Луи Замперини скончался от пневмонии 2 июля 2014 года в возрасте 97 лет в своём доме в Лос-Анджелесе. Он оставил после себя дочь Синтию, сына Люка и внуков.
Генеральный директор Олимпийского комитета США Скотт Блэкман сказал: «Мы гордимся тем, что среди его многочисленных достижений и побед, Замперини был олимпийцем. Его боевой дух был истинным представлением сборной США и нашей страны, и в Берлине, и на протяжении всей своей жизни. Его присутствия будет не хватать». Актриса Анджелина Джоли призналась: «Это неописуемая потеря. Мы все благодарны Луи за то, как одно знакомство с ним обогатило наши жизни. Мы будем очень по нему скучать». В сообщении компании «Universal Pictures» было отмечено:
Справляясь с непреодолимыми трудностями на каждом повороте судьбы, олимпийский бегун и герой Второй мировой войны Луи Замперини никогда не пасовал перед вызовом. Недавно ему пришлось предстать перед самым большим испытанием в жизни — пневмонией. После 40 дней борьбы за жизнь он мирно ушел из жизни в окружении своих родных, оставляя историю, которая так тронула многих.

## Память
7 декабря 1946 года в пятую годовщину нападения на Перл-Харбор в честь Замперини был переименован аэропорт Торранса. В честь него была названа Мемориальная миля Луи Замперини в Мэдисон-сквер-гарден, средняя школа и стадион Торранса, а также стадион Университета Южной Калифорнии.

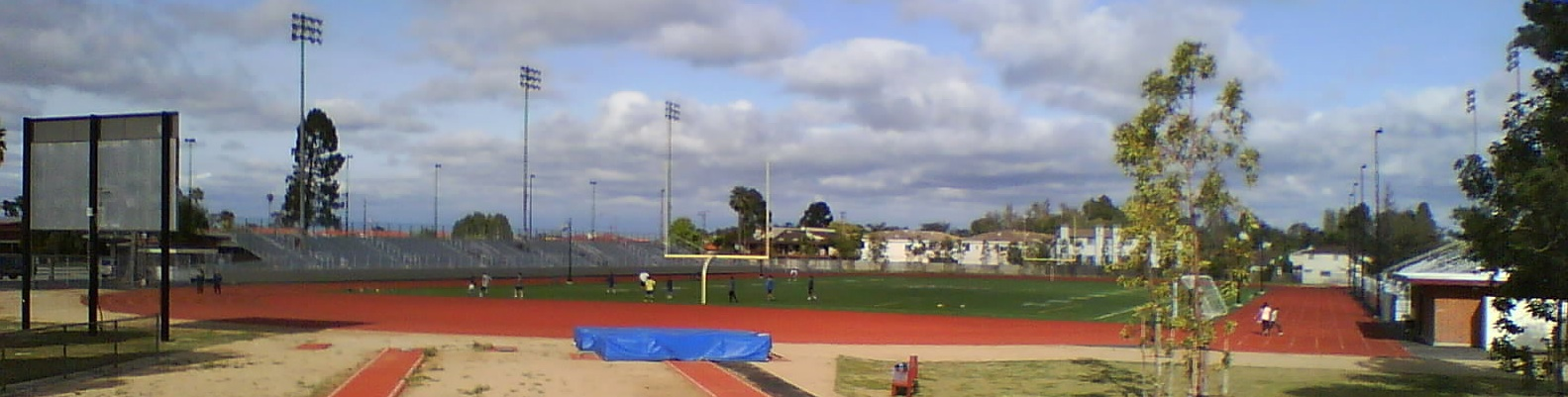
Поле Замперини в средней школе Торранса, 2011 год

## Наследие
Замперини написал две книги воспоминаний с одинаковым названием: «Devil at My Heels» («Дьявол, наступающий мне на пятки»). Первая была написана вместе с Хелен Итриа с подзаголовком «The Story of Louis Zamperini» и опубликована в 1956 году. Вторая, с подзаголовком «A World War II Hero’s Epic Saga of Torment, Survival, and Forgiveness» была написана вместе с Дэвидом Ренсином, но с большим количеством дополнительной информации и опубликована в 2003 году.
В 1957 году компания «Universal» могла запустить в производство биографический фильм, приобретя у Замперини права на его мемуары «Devil at My Heells». Луи должен был сыграть Тони Кёртис, но до съёмок дело не дошло.
В конце 1990-х годов заинтересованность в экранизации выразил Николас Кейдж, но тоже ничего не удалось.
В 2010 году автор книги «Seabiscuit: An American Legend» («Сухарь: легенда Америки»), по которой был снят фильм «Фаворит», Лаура Хилленбранд написала книгу-биографию Замперини под названием «Unbroken: A World War II Story of Survival, Resilience, and Redemption» («Несломленный: История выживания, стойкости и искупления во Второй мировой войне»), ставшую номером 1 в топ-листе бестселлеров «The New York Times» и вошедшую в список научной литературы 2010 года по версии «Time».
Позже Итан и Джоэл Коэн вместе с Уильямом Николсоном и Ричардом Лагравенезе адаптировали роман для одноимённого фильма Анджелины Джоли, где на роль Замперини был приглашён Джек О'Коннелл. Картина «Несломленный» вышла в прокат 25 декабря 2014 года (США). Сам Замперини одобрил фильм Джоли, сказав: «я знаю, что она будет рассказывать эту историю в правильном направлении».
В 2018 году подразделением компании Universal Entertainment был снят сиквел фильма «Несломленный: Путь к искуплению» (Unbroken: Path to Redemption) en:Unbroken: Path to Redemption о том, как Луи Замперини отчаянно пытается справиться с поствоенным синдромом после возвращения домой. Стремление Луи к мести, все глубже погружает его в отчаяние и алкоголизм, ставя пару на грань развода, пока его жена Синтия не попадает на Крестовый поход Билли Грэма в Лос-Анджелес 1949 года, где оба обретают веру в Иисуса Христа, новую приверженность своему браку, а Луи — находит прощение для своих похитителей во время войны. 
Как и предыдущий, фильм основан на бестселлере Лоры Хилленбранд.
История Замперини также описана в книге британского путешественника Беар Гриллса «Истинное мужество. Реальные истории о героизме и мастерстве выживания, сформировавшие мою личность» (глава «Луи Замперини: Кораблекрушение, спасение, пытки, возрождение»).

## Награды
| Крест лётных заслуг                                                      |
| Медаль «Пурпурное сердце» с дубовыми листьями                            |
| Воздушная медаль с тремя дубовыми листьями                               |
| Благодарность соединению Армии от президента США с двумя звёздами службы |
| Медаль военнопленного                                                    |
| Медаль «За Азиатско-тихоокеанскую кампанию» с тремя звёздами службы      |
| Медаль Победы во Второй мировой войне                                    |
| Медаль освобождения Филиппин с одной звездой службы                      |
| Знак бомбардира                                                          |